# ホワイト作戦
ホワイト作戦 (Operation White) は第二次世界大戦中のイギリス軍の作戦の一つ。内容はマルタへの戦闘機輸送で、1940年11月にH部隊によって実行された。
11月15日、マルタへ送るハリケーン戦闘機を載せた空母アーガスが空母アーク・ロイヤル、巡洋戦艦レナウン、軽巡洋艦シェフィールド、デスパッチ、駆逐艦フォークナー、フュリー、フォーチュン、フォレスター、ファイアドレイク、フォックスハウンド、ダンカン、ウィシャートと共にジブラルタルを出撃した。タラント空襲の直後であったが、イタリア海軍がナポリから戦艦を含む艦隊を出撃させたため戦闘機の発進時刻が早められ、17日の6時15分と7時15分にハリケーン6機とスクア1機がそれぞれ発進した。予定よりは発進場所がマルタから遠いとはいっても十分航続距離内であったのだが、強風の影響や誘導の失敗などにより9機が失われ、マルタに到着できたのはハリケーン4機とスクア1機のみであった。H部隊は19日にジブラルタルに帰投した。11月中旬、イニーゴ・カンピオーニ中将が艦隊司令官として指揮するヴィットリオ・ベネトやジュリオ・チェザーレを含むイタリア艦隊は迎撃のために出動した。続いてイギリス側のMB9作戦に呼応し、再びイタリア戦艦2隻や巡洋艦戦隊が出撃した。11月27日、イタリア艦隊とH部隊の間でスパルティヴェント岬沖海戦が生起した。イギリス側には空母アーク・ロイヤル (HMS Ark Royal, 91) がおり、同艦が参戦するまえに海戦は終了した。